# Art Mardigan
Art Mardigan, de son vrai nom Arthur Mardigian, né le 12 février 1923 à Détroit dans le Michigan et mort dans la même ville le 6 juin 1977, est un batteur de jazz américain.

## Biographie
De 1943 à 1944, Art Mardigan joue dans le big band de Tommy Reynolds. Après la guerre, et le service militaire, il vit à New York où il joue avec Georgie Auld, Allen Eager, et de nombreux boppers, Charlie Parker, Fats Navarro, Kai Winding, Wardell Gray ou Dexter Gordon.
Dans les années 1950, on le retrouve dans les grands orchestres de Woody Herman et Pete Rugolo. Il joue et enregistre avec des petites formations, aux côtés notamment d'Al Cohn, par exemple pour l'unique album de Nick Travis en 1954. Il quittera New York pour revenir à Détroit, sa ville natale.

## Discographie partielle

### Comme sideman
- 1954 : The Nick Travis Quintet : The Panic Is On, RCA Victor Records LJM-1010
- 1955 : Pete Jolly : Duo, Trio, Quartet, RCA Records LPM 1125/NL-45991

## Sources
- Courte biographie sur le site Drumchannel.com